# هرلانگ (کالیفرنیا)
هرلانگ (به انگلیسی: Herlong) یک منطقهٔ مسکونی در ایالات متحده آمریکا است که در شهرستان لاسن، کالیفرنیا واقع شده‌است. هرلانگ ۴٫۲۱۷ کیلومتر مربع مساحت و ۸۷p نفر جمعیت دارد و ۱٬۲۵۴ متر بالاتر از سطح دریا واقع شده‌است.